# 洪山大桥 (福州)
洪山大桥是位于中国福建省福州市西部城区的一座公路桥梁，连接了仓山鼓楼两区，东起杨桥西路、洪甘路交叉处，沿下游洪山古桥跨越闽江北港后与闽江大道、上下店路等道路交叉接入妙峰路。桥梁由左右幅两座桥梁组成，右幅桥长469米，左幅桥长471米，主桥长276米，设有双向八车道，设计时速为60公里/小时。右幅桥已于2018年12月通车，目前作为双向四车道桥梁使用。

## 历史
因既有旧洪山桥道路建设年代久远，存在设计标准较低、通行能力不足的缺陷且存在安全隐患，同时为突破福州西向交通瓶颈、改善闽江过江通道，福州市发展改革委员会向福建省发展改革委员会提交了《关于上报福州洪山桥至洪塘大桥拓宽改建工程(洪山桥至三环段)可行性研究报告的请示》(榕发改审批〔2015〕243号)文件，2016年2月26日，福建省发改委批复了建设此项目的请示。
- 2016年1月25日，项目设计勘察招标工作完成。[1]
- 2016年6月8日，项目施工招标工作完成。[3]
- 2016年6月19日，开工建设。
- 2017年1月13日，右幅桥最后一根墩身顺利完成浇筑。
- 2018年1月27日，右幅主桥顺利合龙。
- 2018年12月2日，右幅桥正式建成通车。

### 名称由来
原福州洪山桥，建于明万历六年。洪山桥所处流域原称洪江，北宋咸平三年曾建造洪一桥，宋绍兴七年建造洪二桥。洪一桥和洪二桥分别于明万历十三年及明成化十一年被洪水冲毁。明万历六年建起洪三桥，之后改名为洪山桥。

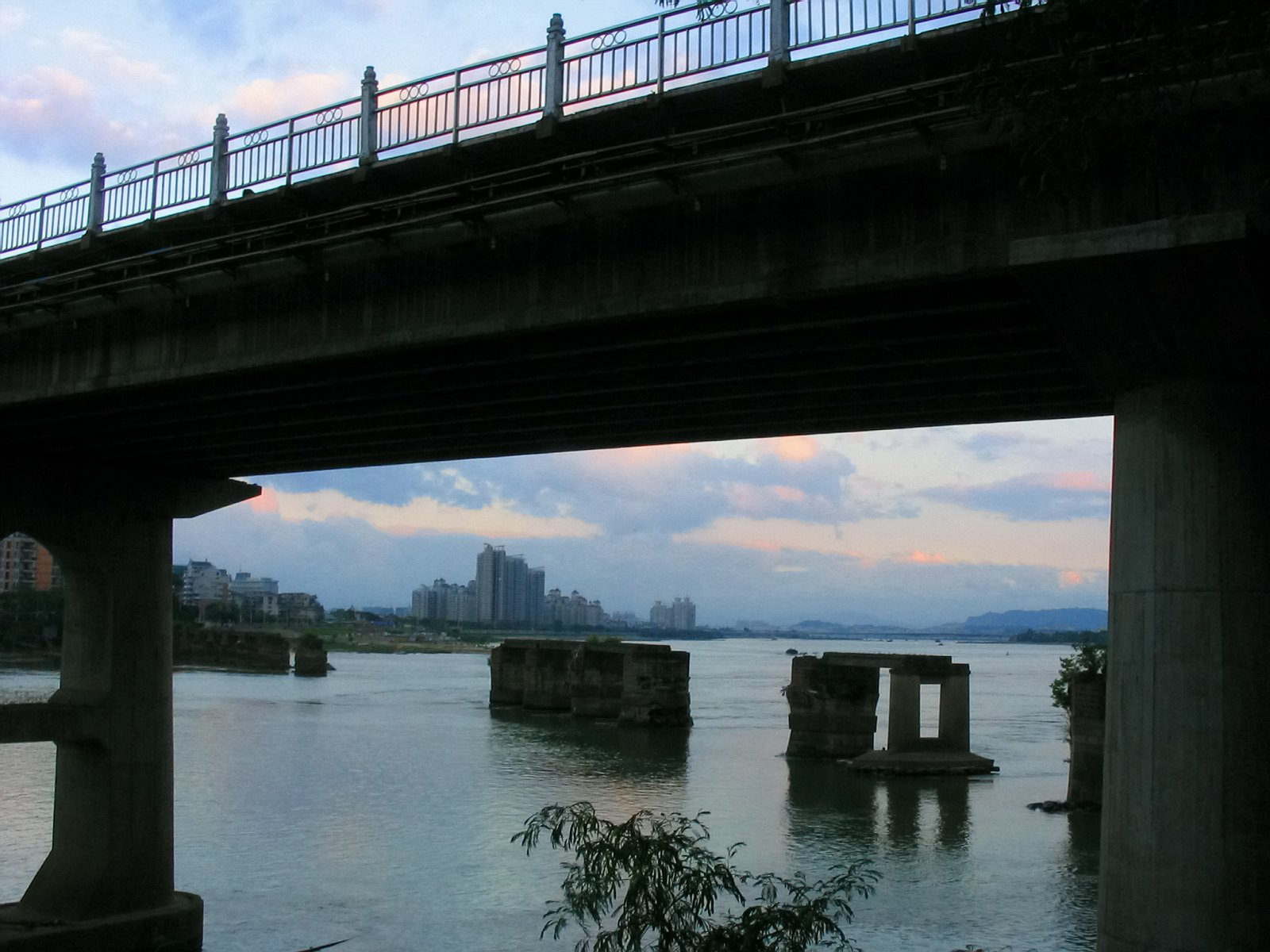
洪山桥立于老桥桥墩

### 旧洪山桥
由于洪山古桥桥面狭窄，载重小桥面又经常损坏故在1977年福建省政府决定建造一座新的洪山桥，1981年10月10日开始在旧桥上游兴建新的洪山桥，1985年12月竣工，洪山桥总长363.36米，桥宽15.2米（人行道各宽1.6米），为2车道公路桥，于1985年12月建成通车，为当时国内跨度最大的预应力混凝土桁架式Ｔ型刚构桥。主桥采用三向预应力上承式桁架Ｔ型刚构桥，刚构之间和刚构与边墩之间用25米长的挂梁连接。建设下部结构时，分别采用3种基础：江中主墩采用钢筋混凝土空心墩，底节为钢壳浮运沉井基础，其余分别为筑岛沉井基础和扩大基础。桥体造价1030万人民币，福建省公路局工程科长宋三元等设计，福建省第二公路工程公司承建。
时过多年该桥老态龙钟，雨天积大水、桥面有裂口、护栏摇摇晃晃。从2007年5月起，封桥修理。2019年1月，旧洪山桥开始拆除，拆除后将建设洪山大桥左幅桥。
洪山桥一带的地方小吃洪山桥光饼在当地较有名气。